# 668 a.C.

## Eventos
- Assurbanípal, rei da Assíria. Ele reinou até 631 a.C. ou 627 a.C.[1][2]
- 28a olimpíada:[3]
  - Carmis da Lacônia, vencedor do estádio. Carmis, em seu treinamento, adotava uma dieta de figos secos;
  - Estes jogos foram organizados pelos habitantes de Pisa, porque Élida estava em guerra contra Dime.